# 13644 Lynnanderson
13644 Lynnanderson eller 1996 HR10 är en asteroid i huvudbältet som upptäcktes den 17 april 1996 av den belgiske astronomen Eric W. Elst vid La Silla-observatoriet. Den är uppkallad efter den amerikanska countrysångerskan Lynn Anderson.
Asteroiden har en diameter på ungefär 9 kilometer och den tillhör asteroidgruppen Themis.